# ジョン・サリバン (オフェンシブラインマン)
ジョン・サリバン（John Sullivan 1985年8月8日- ）はニューヨーク州マウントキスコ出身のアメリカンフットボール選手。現在フリーエージェント、ポジションはセンター。

## 経歴
ニューヨーク州で生まれた彼はコネチカット州オールドグリニッジで育ち、地元の高校からノートルダム大学に進学した。
大学1年次は、スカウトチームのセンターを務め、試合出場の機会はなかったが、2年次に先発センターとなり、全12試合に先発出場しQBブレイディ・クインを相手守備から守った。3年次には全12試合に出場、そのうち最後の8試合で先発出場している。4年次には全13試合に先発出場した。
2008年のNFLドラフト6巡目でミネソタ・バイキングスに指名されて入団した。
2009年に長年先発センターを務めていたマット・バークがフリーエージェントでボルチモア・レイブンズに移った後、バイキングスの先発センターに昇格した。低年俸だった彼は、2009年全試合に先発出場し、NFLより支給される出来高払いで、リーグトップの39万7555ドルを受け取った。
2011年12月17日、チームがこの年2勝11敗と苦戦する中、バイキングスと5年2500万ドル（1000万ドルの保障）で契約延長を果たした。
2012年4月25日には、チームメートのエイドリアン・ピーターソン、チャド・グリーンウェイらと共にミネソタ州議会を訪問し、メトロドームに代わる、新スタジアム建設推進派議員のサポートするPR活動を行っている。同年より、退団したスティーブ・ハッチンソンの代わりにオフェンシブラインのリーダーとしての役割も担うようになった。この年、相手守備選手にわずか1.5サックしか許さず、ホールディングの反則も1回しか犯さず、エイドリアン・ピーターソンの大活躍をサポートした。